# Willy Hijmans
Willy Hijmans (Den Haag, 22 juni 1921 – Bloemendaal, 3 januari 2018) was een Nederlands hoogleraar geneeskunde.

## Biografie
Hijmans promoveerde in 1952 te Leiden op Corticotrophine en cortison. Klinische en experimentele gegevens. Per 1 januari 1963 werd hij aangesteld als bijzonder lector met de leeropdracht Experimentele reumatologie waarna hij zijn oratie uitsprak op 25 juni 1963; de leeropdracht werd later omgezet in Inwendige geneeskunde, in het bijzonder de leer der immunoglobulinen. Per 20 december 1979 werd zijn lectorschap omgezet in dat van buitengewoon hoogleraar en richtte hij zich vooral op verouderingsonderzoek; op 1 juli 1986 ging hij met emeritaat. Hij coredigeerde verscheidene verslagen van internationale conferenties of symposia. Ter gelegenheid van zijn 65e verjaardag werd hem een liber amicorum aangeboden.
Hijmans was betrokken bij de Dutch-Paris ontsnappingslijn en ondergronds verzet waarover hij in 2016 in de NRC een interview gaf. Hij kreeg het Verzetsherdenkingskruis. In 1995 publiceerde hij over de rassencolleges van prof. dr. Ton Barge (1884-1952).
Prof. dr. W. Hijmans overleed begin 2018 op 96-jarige leeftijd.

### Eigen publicaties
- Corticotrophine en cortison. Klinische en experimentele gegevens. Haarlem, 1952 (proefschrift).
- Van Knidos en Kos. Haarlem, 1963 (inaugurele rede).
- [met Jolande Hendriksen] De "rassencolleges" van Barge. Een leemte in de geschiedenis van de Leidse universiteit. [Leiden], 1995.

### Mederedactie conferentiebundels
- Proceedings of the ISRA Symposium on the Social Aspects of Chronic Rheumatic Joint Affections, especially Rheumatoid Arthritis, Amsterdam 13-14 October 1959. Amsterdam/New York, 1960.
- Early synovectomy in rheumatoid arthritis. Proceedings of the symposium on early synovectomy in rheumatoid arthritis, Amsterdam, 12-15 April, 1967. Amsterdam, 1969.
- Fifth International Conference on Immunofluorescence and Related Staining Techniques [papers]. New York, 1975.
- Monoclonal gammapathies. Clinical significance and basic mechanisms. Proceedings of the EURAGE symposium on "Monoclonal gammapathies, clinical significance and basic mechanisms", Brussels, September 19-20, 1985. Rijswijk, 1985.